# Mansory

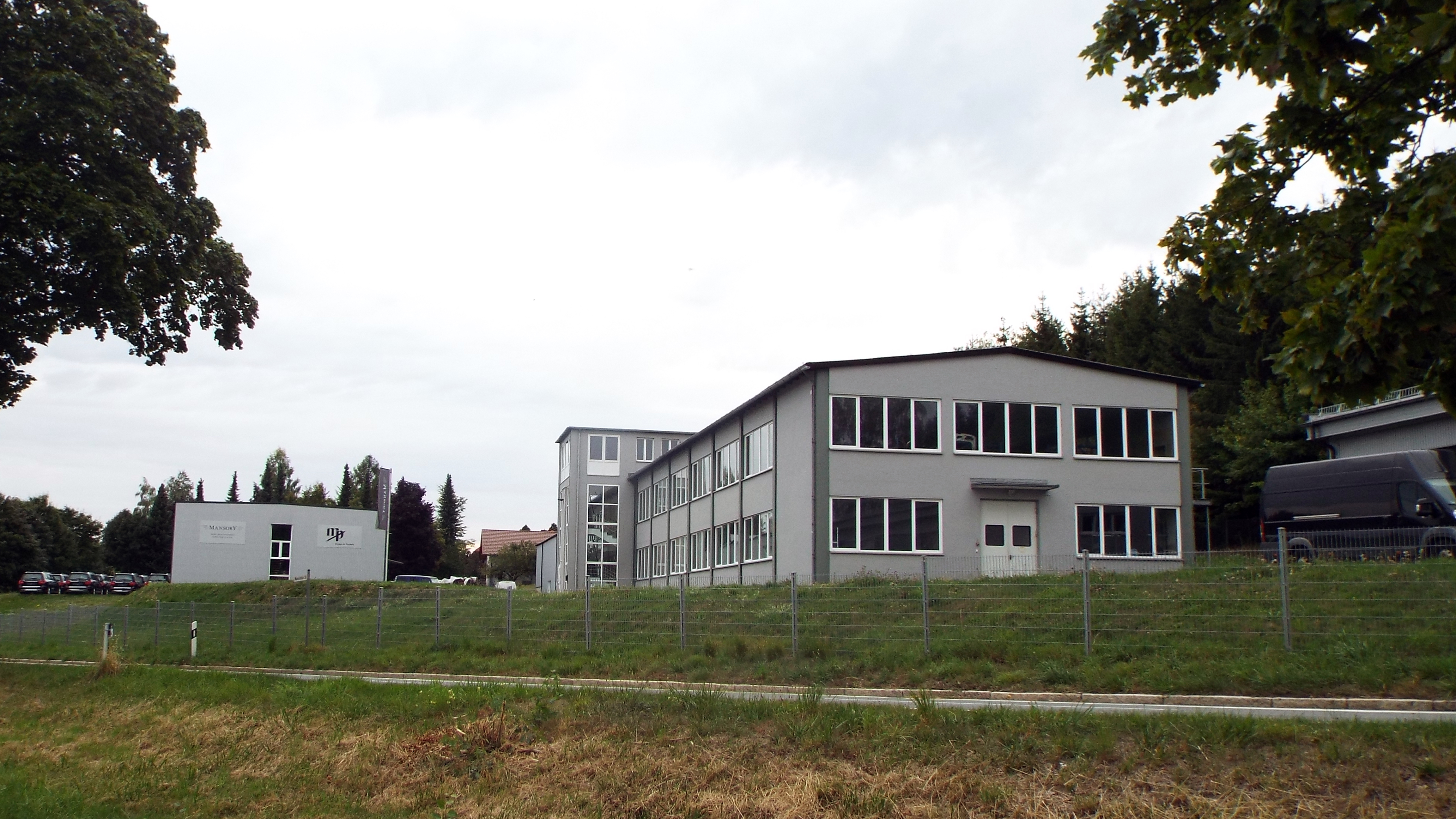
Firmensitz in Brand

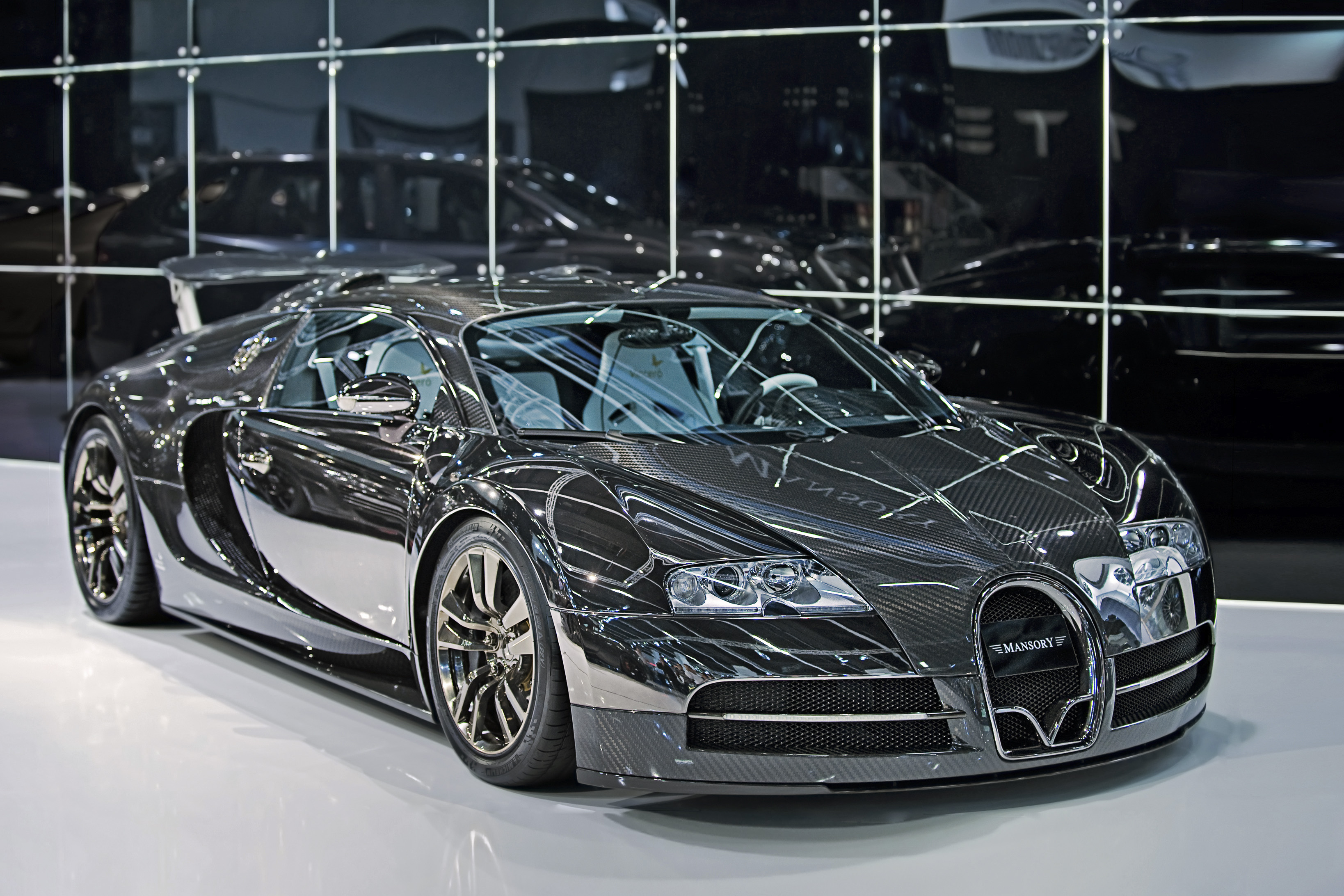
Mansory Bugatti Veyron

Mansory ist ein 1989 gegründeter Veredler und Tuner von Automobilen mit Sitz in Brand (Oberpfalz). Gründer, Inhaber und Namensgeber ist der iranische Geschäftsmann Kourosh Mansory. Das Unternehmen fertigt Fahrzeugumbauten und bietet vor allem Produkte für Luxus-Fahrzeugmarken.

## Geschichte
Der Fokus des 1989 gegründeten Unternehmens lag damals auf den Marken Rolls-Royce, Bentley, Aston Martin und Ferrari. Mitte 2001 verlagerte sich der Unternehmenssitz von München nach Brand in der Oberpfalz, wo sich neben dem Ausstellungsraum das Prototyping und die Entwicklung befinden. Im November 2007 übernahm Mansory das Porsche-Tuning der Schweizer Rinspeed AG (heute Mansory Schweiz AG). Unternehmenssitz der Mansory Schweiz AG ist Zumikon am Zürichsee. Mittlerweile ist dort Schwerpunkt die Entwicklung und der Vertrieb für Tuning- und Zubehörteile für Porsche, BMW und Range Rover.
Mansory betreibt in Mannheim eine Sattlerei für individuelles Fahrzeuginterieur und besitzt zwei weitere Standorte in der Tschechischen Republik, wo selbstentwickelte Carbon-Komponenten in werkseigenen Autoklaven hergestellt werden.
Mansory wurde 2012 offizieller Veredler für Lotus Cars.

## Internationalität
Mit einem weltweiten Handels- und Vertriebsnetzwerk, außer in Deutschland beispielsweise in China, Kanada, Russland, USA, Japan und den Vereinigten Arabischen Emiraten ist das Unternehmen international in etwa 20 Ländern vertreten. Mansory besitzt weltweit etwa 25 Vertragshändler, Partner, Importeure, Technologiepartner und Stützpunkte.

## Tätigkeitsfeld und Produkte

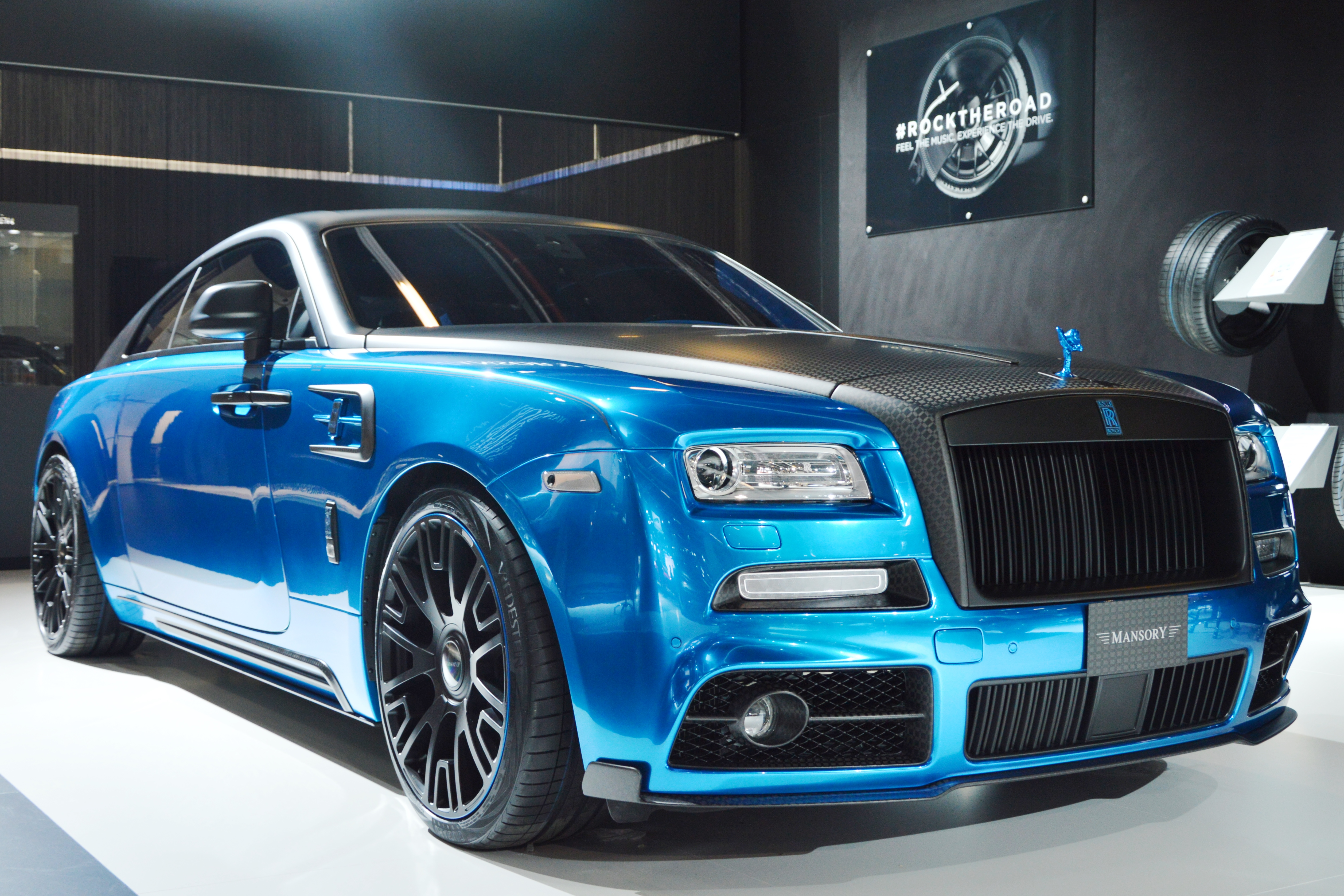
Mansory Bleurion Rolls Royce Wraith

Neben Pkws modifiziert Mansory auch Motorräder und Jet-Skis. Die Produktpalette ist vorrangig auf westeuropäische Fahrzeughersteller wie Ferrari, Lamborghini, Maserati, Rolls-Royce, Bentley, Porsche, Range Rover und Audi ausgerichtet.
Auf dem Bugatti Veyron 16.4, einem der teuersten Seriensportwagen der Welt, basieren die Mansory Linea D’oro bzw. Linea Vincero.
Carbon-Komponenten und Leichtmetallräder aus eigener Entwicklung, spezielle Abgasanlagen, individuelle Innenausstattungen, Aerodynamik-Teile werden ebenso realisiert wie zusätzliche Leistungssteigerungen an den meist schon stark motorisierten Ausgangswagen. Mansory kooperiert mit Technologiepartnern und kann daher sowohl eigene Entwicklungsprojekte wie auch – zusammen mit Partnern – technisch umfangreiche Veränderungen an der Fahrzeugtechnik und Elektronik realisieren.
Mansory ist auf wichtigen Messen wie z. B. der IAA, dem Genfer Auto-Salon, der Dubai Motor Show oder der SEMA in den USA vertreten.